# مالك بن زعر
مالك بن زعر بن حجر، بن ربيعة بن نزار بن معد من نسل إسماعيل وقيل مالك بن زعر بن نويت بن مديان بن إبراهيم، هو شخصية ذُكرت في بعض المصادر أنه التاجر الذي أخرج النبي يوسف من البئر حيث كان يتجه بقافلته نحو مصر، والمقصود من الآية (وَجَاءَتْ سَيَّارَةٌ فَأَرْسَلُوا وَارِدَهُمْ فَأَدْلَى دَلْوَهُ قَالَ يَا بُشْرَى هَذَا غُلامٌ وَأَسَرُّوهُ بِضَاعَةً وَاللَّهُ عَلِيمٌ بِمَا يَعْمَلُونَ (19)).

## في المصادر
- ذكره المغيري في كتابه المنتخب في ذكر نسب قبائل العرب فقال: «ومن بطونهم: بنو عامر وبنو حبيب وبنو هانيء؛ ومنهم قصير صاحب جذيمة؛ الذي جدع أنفه وأذنيه واحتال في قتل الزباء. وبنو ثاملة: وبطونهم جعدة، وبنو غنم، وبنو مالك، وبنو مسعود، وبنو الحارث وبنو الربعة وبنو مليح، وبنو معاوية. هولاء بطون نمارة، وفيهم حدس بن إدريس بن جزيلة ومنهم مالك بن زعر بن حجر، الذي أخرج يوسف بن يعقوب من الجب عليه السلام».[1]
- قال الطبرسي في قوله تعالى: «وجاءت سيارة» أي جماعة مارة، قالوا: وإنما جاءت من قبل مدين يريدون مصر فاخطؤوا الطريق فانطلقوا يهيمون حتى نزلوا قريبا من الجب وكان الجب في قفرة بعيدة من العمران وإنما هو للرعاة والمجتازة، وكان ماؤه ملحا فعذب، وقيل: كان الجب بظهر الطريق «فأرسلوا واردهم» أي بعثوا من يطلب لهم الماء، قالوا: فكان رجلا يقال له مالك بن زعر «فأدلى دلوه» أي أرسل دلوه في البئر ليستقى، فتعلق يوسف بالحبل، فلما خرج إذا هو بغلام أحسن ما يكون من الغلمان.[3]
- وقيل إن مالك بن زعر بن حجر بن جديلة بن لخم كان له أربعة وعشرون ولدا منهم العريش بن مالك، وبه سميت العريش؛ لأنه نزل بها وبناها مدينة.[4]